# ديك هال (لاعب كرة قاعدة)
ديك هال (بالإنجليزية: Dick Hall)‏ هو لاعب كرة قاعدة أمريكي، ولد في 27 سبتمبر 1930 في سانت لويس في الولايات المتحدة.

## وصلات خارجية
- ديك هال على موقع دوري كرة القاعدة الرئيسي (الإنجليزية)
- ديك هال على موقعبيزبول رفرنس.كوم (الدوري الرئيسي) (الإنجليزية)
- ديك هال على موقعبيزبول رفرنس.كوم (الدوري الثانوي) (الإنجليزية)
- ديك هال على موقع جمعية أبحاث البيسبول الأمريكية (الإنجليزية)
- ديك هال على موقع إي إس بي إن.كوم (أم.أل.بي) (الإنجليزية)
- ديك هال على موقع مشجعي الرسوم البيانية (الإنجليزية)